# ハーラル・ヌーギセクス
ハーラル・ヌーギセクス（Harald Nugiseks, 1921年10月22日 - 2014年1月2日）は、エストニア出身の軍人。第二次世界大戦中、ナチス・ドイツの武装親衛隊（武装SS）に参加し、エストニア人義勇兵部隊である第20SS武装擲弾兵師団の一員として戦った。彼は騎士十字章を受章した4人のエストニア人義勇兵の1人である。

## 生涯
1921年、ヌーギセクスはエストニアのイェルヴァ県サレヴェレに生まれた。1941年7月には赤軍からの招集を拒否し、8月にドイツ国防軍に志願した。その後は自警団にも参加した。10月2日には第185エストニア保安隊(185. Eesti julgestusgrupi)に配置され、1942年12月に除隊。1943年、武装SSのエストニア軍団（第20師団の前身）に志願する。9月にはSS下士官学校を卒業し、SS伍長となる。1943年にはネヴェリ近くの戦闘にて負傷し、12月21日には黒色戦傷章と歩兵突撃章を受章する。戦闘終結後の1944年2月27日には二級鉄十字章を受章する。
1944年にはナルヴァの戦いにおける2月15日から28日にかけての攻勢に参加した。彼の所属した第46SS武装擲弾兵連隊第1大隊は攻撃の折にほとんどの将校が戦死した為、下士官だったヌーギセクスが事実上大隊の攻勢を指揮したのである。ヌーギセクスは地雷原を超えて敵塹壕への突撃を敢行するにあたり、すぐに手榴弾を補充できるように手榴弾を満載したソリを兵士に曳かせていた。大量の手榴弾を投擲された塹壕は段階的に制圧され、やがて橋頭堡は北側からの圧力に屈したのである。これらの戦功から、彼は3月7日に一級鉄十字章を、4月20日に騎士十字章を受章した。
騎士十字章受章後、ヌーギセクスは国防軍軍報に名前を載せた他、『シグナル』誌でも特集記事が組まれた。こうした扱いの背景には、占領地エストニアのSA最高指導者カール＝ジークムント・リッツマンによる個人的な働きかけがあったとされる。ヌーギセクス自身は突撃時に重傷を負った為、南チロルの陸軍病院にて入院生活を送っていた。
入院生活の最中、ヌーギセクスは自分や戦友の扱いに腹を立てて赤十字看護師らと衝突し、降格された。9月、ソビエト連邦がエストニアへの侵攻を開始し、この時にヌーギセクスの自宅も破壊された。10月、ヌーギセクスは退院し、ノイハマー・アム・クァイスにて師団に復帰する。1945年5月7日、チェコ・パルチザンによって逮捕され、捕虜収容所に送られる。3度脱走を試みたがいずれも失敗し、まもなく身柄をソ連に引き渡され、12月にはシベリアへ追放された。1946年11月10日には一度解放されたものの1947年2月13日に再び逮捕され、労働収容所での懲役10年間が課せられた。
1953年9月17日、特赦に基づき釈放されるが、それからも数年間シベリアで暮らし、1958年にエストニアへの帰国を果たした。
1970年代には自らの手で家を建て、以後は家族と共にそこに暮らした。1994年2月21日、エストニア国防軍のアレクサンデル・エインゼルン少将は、ヌーギセクスにエストニア陸軍大尉の称号授与を決定した。1999年、エストニア人騎士十字章受章者の1人であるアルフォンス・レバネの改葬式を政府が執り行い、ヌーギセクスもこれに出席した。2008年10月、エストニア国民4229名の署名を受けて、政府はヌーギセクスにエストニア市民功労勲章(Eesti Rahva Tänumedal)を授与した。
2014年1月2日、死去。